# EuroHockey Nations Challenge (Halle, Herren) 2008
Die EuroHockey Nations Challenge (Halle, Herren) 2008 war die dritte Auflage der Hallenhockey-"C-EM". Sie fand vom 18. bis 20. Januar in Sheffield, England statt. Sieger Schweden und Zweiter England stiegen in die "B-EM" auf.
Es gab keine Platzierungsspiele, entscheidend war die Gruppenplatzierung.

## Verlauf
| Rang | Land      | Tore  | Punkte |
| ---- | --------- | ----- | ------ |
| 1    | Schweden  | 38:13 | 13     |
| 2    | England   | 28:6  | 12     |
| 3    | Kroatien  | 24:10 | 10     |
| 4    | Türkei    | 14:32 | 4      |
| 5    | Finnland  | 15:28 | 4      |
| 6    | Bulgarien | 12:42 | 0      |

| Kroatien  | – | Türkei    | 4:1  |
| England   | – | Schweden  | 2:3  |
| Finnland  | – | Bulgarien | 5:4  |
| Finnland  | – | Türkei    | 5:5  |
| Schweden  | – | Bulgarien | 11:4 |
| England   | – | Kroatien  | 3:1  |
| Schweden  | – | Türkei    | 10:2 |
| Kroatien  | – | Finnland  | 6:2  |
| England   | – | Bulgarien | 11:0 |
| Finnland  | – | Schweden  | 2:11 |
| Kroatien  | – | Bulgarien | 10:1 |
| England   | – | Türkei    | 7:1  |
| Bulgarien | – | Türkei    | 3:5  |
| Kroatien  | – | Schweden  | 3:3  |
| England   | – | Finnland  | 5:1  |

## Referenzen
- EHF-Archiv PDF-Datei